# Ulica Jana Henryka Dąbrowskiego w Białymstoku
Ulica Jana Henryka Dąbrowskiego – reprezentacyjna ulica Białegostoku prowadząca z centrum miasta na osiedle Antoniuk. Biegnie od placu Niepodległości im. Romana Dmowskiego do złączenia z Aleją Solidarności. 
Przez wiadukt przebiega droga wojewódzka nr 676.

## Nazwa i historia ulicy
Na przestrzeni lat ulica zmieniała nazwę kilkukrotnie: Nowo-Szosowa (do 1919), Kolejowa (po 1919), Jana Henryka Dąbrowskiego (po 1926), Czapajewa (okupacja radziecka), Królewiecka (okupacja niemiecka), Jana Henryka Dąbrowskiego (od 1945).
Najstarsza wzmianka o ulicy (wtedy Nowo-Szosowej) pochodzi z dokumentu (notarialnego) z 1884 roku.
W 1897 roku oddano do użytku pierwszy wiadukt nad torami (tzw. Żelazny Most), łączący ulice Nowo-Szosową, Knyszyńską i obecną (wtedy bez nazwy) Kolejową. Był wykorzystywany szczególnie przez tramwaje konne wożące pasażerów z dworca kolejowego do centrum miasta. Ten zgrabnie wygięty w łuk most służył mieszkańcom do I wojny światowej. W nocy z 12 na 13 sierpnia 1915 roku wycofujące się wojska rosyjskie wysadziły go w powietrze przed wojskami państw centralnych, po I wojnie światowej został odbudowany.
W 1919 roku Białystok został przyłączony do odrodzonej Polski. Komitet miejski miasta zmienił nazwę ulicy na Kolejową, a wkrótce potem na Jana Henryka Dąbrowskiego, uczestnika Insurekcji Kościuszkowskiej i naczelnego dowódcy Legionów Polskich we Włoszech. Najstarszy dokument o tym pochodzi z 1926 roku.
W czasie II wojny światowej Sowieci zmienili nazwę na Czapajewa, a po napaści Niemiec na ZSRR administracja niemiecka przemieniła na Królewiecką (Königsberger).
Po II wojnie światowej powrócono do nazwy sprzed 1940 roku.
Na przełomie lat 80. i 90. XX wieku przebudowano wiadukt, aby złączyć ulicę Dąbrowskiego z ulicą Jurija Gagarina (obecnie Solidarności). Dobudowano do niego dwa węzły: pierwszy z ulicami Poleską i Bohaterów Monte Cassino oraz drugi z Knyszyńską i Kolejową.

## Otoczenie
Przy ulicy Dąbrowskiego znajdują się obiekty i budynki usługowe oraz te o wartości historycznej:
- Stacja Paliw Orlen
- Neorenesansowa kamienica z oficynami z końca XIX wieku, ul. Dąbrowskiego 14[5][6]
- Kamienica Pisarów, ul. Dąbrowskiego 20[7]
- Dom z przełomu XIX i XX wieku, ul. Dąbrowskiego 22[8]
- Kamienica Machnaczów, ul. Dąbrowskiego 26[9]

Nieistniejące: 
- Kamienica przy ul. Dąbrowskiego 12 (rozebrana w 2013 roku z powodu poszerzenia skrzyżowania na placu Niepodległości[10])